# Parroquia Santa Ana de los Guácaras
La Parroquia Santa Ana de los Guácaras es un templo religioso de culto católico bajo la advocación de Santa Ana ubicado en la Ciudad de Santa Ana de los Guácaras, en el departamento de San Cosme, en la Provincia de Corrientes (Argentina).

## Historia

### La Capilla
La falta de un templo en el pueblo y la insuficiente atención espiritual de sus pobladores motivó al cura y vicario de Corrientes Dr. Antonio Martínez de Ibarra a declarar ante el Cabildo:
“… que como interino del pueblo de los Guácaras, se hallaba resuelto a tomar a su cargo la construcción de una capilla decente para dicho pueblo con los naturales del lugar, afrontando el costo de sus propio pecunio y para ello encarecía que este Cabildo se interesase con el señor Teniente de Gobernador para que a dichos naturales los releve de las contribuciones y no se entorpezca tan importante obra”
 El 5 de agosto de 1771 el Cabildo de Corrientes facultó al cura y vicario interino Dr. Antonio Martínez de Ibarra para la construcción de la capilla.
Las primeras órdenes que se establecieron en América hacia 1500 en la isla de Santo Domingo fueron franciscanas y mercedarias, sumándose la de dominicos en 1510. Los franciscanos desde 1524 de distribuyeron por todo el continente bajando desde el Virreinato de Nueva España a lo que luego confirmaría el Virreinato del Perú y en 1572 se incorporaron los jesuitas.
Los pueblos de indios estuvieron organizados en modos eclesiásticos particulares, llevados a cabo por la Orden Franciscana y dependientes del Cabildo de Corrientes. Por entonces la ciudad de Corrientes tenía 9.700 habitantes (66% blancos – 34% indios).
Al determinarse en 1806 la creación de la Parroquia de San Cosme, la capilla de Santa Ana pasó a un segundo plano. Pero como se demoraba la construcción del templo de San Cosme, obligó a su párroco el Dr. Juan Nepomuceno Goytía, a atender en la capilla de Santa Ana, hasta el 30 de febrero[¿cuándo?] de 1810, en que pudo volver a celebrar misa, ahora, en el nuevo templo sancosmeño, dejando como teniente cura en los guácaras, al fray Domingo Rolón. Asimismo, entre 1824 y 1827 (período en que Pedro Ferré cumplía su primer período de gobierno), volvió a constituirse en Parroquia la capilla de Santa Ana, mientras se construía el nuevo y definitivo templo de San Cosme.
La capilla estuvo terminada en 1785 según relata el viajero Félix de Azara, tras su paso por este lugar. Aunque un templo muy precario fue levantado por los padres franciscanos en 1745 con la ayuda de los aborígenes del lugar: Esta obra concluyeron en 1765 y se mantuvo a través del tiempo con su nave única y las galerías laterales. Será recién a fines del siglo XIX cuando se realizan las reformas que hoy la caracterizan, dejándolas sin el atrio de madera que presumiblemente poseía.
En el estable del Altar Mayor se encuentra la imagen de Santa Ana y la Virgen Niña, que representa a una anciana madre que enseña a leer a su pequeña hija. Tanto el comulgatorio –obra del indio Patricio- cuanto la imagen de la Dolorosa –cuyo autor se considera al indio Yaguarón – son obras que poseen, al igual que el Nazareno hecho de un solo tronco de madera de timbó, un valor inestimable a nivel cultural por su calidad y autenticidad.
Una curiosidad es la imagen de Santa Ana que se encuentra en la capilla, porque la representa en su ancianidad. Fue tallada por los indios Guácaras.
El nuevo altar es una combinación de mármol y madera, cuya base imita al tradicional altar que todavía está anexo al restable antiguo, pretendiendo ser una réplica del mismo.
A comienzo del siglo XIX ya funcionaba en la galería de la iglesia, una escuela de primeras letras donde enseñaban a leer latín y castellano; escribir también música y a la que asistían unos 21 cunumís o muchachos, con dos maestros a cargo. Por el año 1803 el pueblo aun no contaba con un sacerdote, pues se trasladaban de Corrientes a celebrar la misa.
Entre 1809 y 1810 se produjo la incorporación de la fuente de loza para el bautismal, varios candeleros y la compra de una campana.
En 1814 se llevó a cabo una refacción muy completa del templo, que quedó minuciosamente descripta en los libros parroquiales. Ella involucró 13.000 adobes, 300 tejas de palma, 18 horcones, 200 tacuaras, puertas, ventanas y cerraduras de la iglesia y sacristía; compostura de la torre y revoque completo por fuera y por dentro, además del blanqueo total del edificio. Ello le significó a los maestros Bartolo, Yaguarón y Simón, junto con 17 peones, unos tres meses y 21 días de labor.
De 1817 a 1820 solo se registraron como hechos salientes la incorporación de tres piezas de papel pintado para el adorno de la Iglesia, una silla para la imagen de la patrona y su correspondiente pintura, así como el enladrillado del templo y la reparación del techo.
En octubre de 1825 se ejecutó ”la obra del coro de la iglesia de Santa Ana” por mano del maestro Ramón Arriola y el oficial carpintero Juan Manuel Gómez.

### Testigos de la época
En el orden del tiempo esta Capilla debió ser la segunda de la reducción, la que el cronista José María Cabrer ha dejado descripta. Referimos a la relación que hace Cabrer, en su diario de viaje (1803).
Cabrer fue uno de los técnicos que España envió para determinar la frontera con Portugal; paralizadas las tareas retornó a Buenos Aires vía Candelaria, y de ahí por tierra a la ciudad de Corrientes, donde se embarcó para la Capital del Virreinato.
Dice Cabrer: “Hallándonos en la latitud del pueblo de Guácaras buscamos un hombre que nos encaminase a dicha población, porque teníamos ya algunas noticias, aunque muy diferentes de lo que vimos después. La latitud de este pueblo es de 27º 28´ meridional y la longitud de 320º 38´contada desde la punta más occidental de la isla Ferro (la latitud fue observada por D. Félix de Azara, uno de sus comisarios de límites).
Llegamos a los Guácaras y encaminándonos a casa del Corregidor que nos recibió con gran regocijo aquel buen padre de aquella tribu, que sin embargo, de estar muy ajeno a nuestra visita le hallamos a él y a su hermano con zapatos y muy bien llevados; cuanto poseía y adornaba su casa quería darnos, con alguna alegría que rebosaba los corazones de contento y nobleza.

Le dimos las gracias por su buen agasajo y le suplicamos que nos mostrase la capilla de su pueblo con todo lo demás que mereciese la atención de notarse. Al momento llamó a uno de sus sirvientes y le mandó avisase al sacristán que abriese la iglesia (adviértase que el Corregidor y todos sus súbditos hablaban el castellano con la mayor pureza como después se verá).
“Entramos en la Iglesia, cuyo santo patrono es Santa Ana, que está colocada en el centro del altar mayor con una hermosa y devota efigie del Señor Crucificado, y aunque pobre, la capilla la mantienen con el mayor aseo. Así los pobres y escasos ornamentos como todo en el edificio, que es de 24 varas de largo y 8 de ancho, cubierto de teja y la armazón de madera curiosamente labrada.”
“Del Hospicio de N. S. de las Mercedes de Corrientes concurre un religioso todos los días a dar misa, aunque lo más general es que lo tienen desde la víspera, y entre todos costean la limosna de este santo sacrificio y los demás gastos que ocasiona el fraile.
La Parroquia esta ubicada frente a la Plaza Principal del Pueblo (Plaza Gral. San Martín), es de nave única, de Planta rectangular de 5,80 m por 24 m., Techado a dos Aguas.
Tiene Galerías laterales de 2,50m de ancho ambos lados de la Nave, cubierta con la prolongación de los faldones.
Ese Templo posee tallas realizadas por los Indios Guácaras, un Pulpito y un Altillo donde actuaba y actúa actualmente “El Coro”, rematando su construcción con un Campanario.
El pavimento interior es de Mosaico; el de la Galería y el del presbiterio en cambio de Ladrillos planos de Barro Cocido de 40 x 20 cm. La cubierta del techo es actualmente de Cinc, anteriormente fue de Tejas y Barro Cocido.''
La parroquia punto convocante de actividades fue construida entre los años 1.889 y 1.891. La Edificación se conserva en la actualidad tal cual era entonces, Habiendo sido declarada monumento Histórico Nacional, por Decreto del Poder Ejecutivo Nacional, Nº 574, de Fecha 16 de diciembre de 1973. Una Antigua Tradición que arranca del Siglo II Atribuye los Nombres de Joaquín y Ana a los padres de la Virgen Maria. El Culto a Santa Ana se introdujo en la Iglesia del Oriente en el Siglo VI y Paso a la occidental en el Siglo X. Esta Devoción fue traída a la Población Correntina por los Padres Franciscanos a fines del Año 1.600.
El 19 de mayo de 1997, la Vieja Capilla de Santa Ana de los Indios Guácaras se transforma en parroquia, por disposición del Sr. Arzobispo de Corrientes, Monseñor Domingo Salvador Castagna. Siendo nombrado el Padre Epifanio Barrios Primer Párroco de la misma, y abarcando la siguiente Jurisdicción: Ingenio Primer Correntino, Bardecci, San Pedro, Costa Paraná, Yecoha, Barrio Cristo Redentor y Laguna Soto, con Nueve parroquias ubicadas en la misma que le dependen.

### Actualidad
En mayo de 2018 el gobernador, Gustavo Valdés, acompañado por su esposa, Cristina Garro, presidió este domingo el acto de inauguración de obras de Restauración y Puesta en valor de la Parroquia de Santa Ana de los Guácaras, que demandó una inversión de más de 5 millones de pesos y se ejecutaron a través del Ministerio de Obras y Servicios Públicos.
En la oportunidad estuvieron presentes, el vicegobernador, Gustavo Canteros, el intendente municipal, Augusto Navarrete, el cura párroco, Pbro. Patricio Puigbó, ministros, secretarios y subsecretarios del gabinete provincial, interventores de entes autárquicos, legisladores provinciales, concejales y autoridades locales, fuerzas de seguridad, invitados especiales y público en general.